# Tardu
Tardu   (segle VI - Tuyuhun, 603) fou el segon yabghu dels turcs occidentals (575-603). Va succeir el seu pare Istami quan aquest va morir el 575. En xinès és conegut com a Ta-t'eou.

## Noms
El nom de regnat en turc era Tarduš (antic turc: 𐱃𐰺𐰑𐰆𐱁), grec medieval: Ταρδου, 達頭可汗/达头可汗, pinyin: dátóu kětileou, Wa-de-tileou:' ta-de-tileou:' -han, nom personal: 阿史那玷厥, āshǐnà diànjué, a-shih-na tien-chüeh). Segons Lev Gumilev, el seu nom personal era Kara-Churin-Turk (Кара Чурин Тюрк). No obstant això, quan va sotmetre la meitat oriental després de la mort de Tulan Qaghan, va assumir el nom de regnat de Bilge (Sàvi) Khagan.

## Antecedents
El kaganat turc era un vast kaganat (gran kanat); des de Manxúria i la Gran Muralla de la Xina fins al mar Negre. Era impossible governar tot el kaganat des d'una determinada capital. Així, mentre que la part oriental estava directament governada pel kagan (gran kan), la part occidental estava governada pel Yabghu (vassall) en nom del kagan. La capital de l'oest era Ordukent (Suyab) (actual Kirguizstan). Istemi, que era el germà del kagan, va ser el primer i Tardu (fill d'İstemi) va ser el segon yabgu.

## Anys de guerra civil
Tardu es va convertir en el yabgu al c. 575. Aquell any, va conèixer l'ambaixador bizantí Valentini. Com que era un yabgu molt ambiciós, planejava prendre el poder a tot el kaganat. Va veure la seva oportunitat l'any 581 quan va morir kagan Taspar. Taspar havia anunciat la seva preferència per Talopien (fill de Mukan Khagan) en comptes del seu fill Anluo. Però Göktürk kurultai (consell de líders tribals), que estava autoritzat per nomenar el nou kagan, es va negar a seguir la voluntat de l'antic kagan i va nomenar el fill de l'antic kagan, que al seu torn va reconèixer a Cha-po-lo com el nou kagan. Això va donar a Tardu la causa necessària per interferir. Va enviar un exèrcit per donar suport a Talopien. Ishbara va sol·licitar protecció a Sui Xina i ambdues parts es van enfrontar entre si per la Xina.

## Anys posteriors
Mentre la part est del kaganat patia una guerra civil, Tardu esperava un moment adequat per realitzar els seus plans. Després de la batalla del Balàrat l'any 591 a la Pèrsia sassànida, Vararanes VI, que va ser un emperador sassànida a curt termini, va demanar asil a les Turques Occidentals.
El 599 Tardu es va declarar kagan del kaganat unit (est i oest) Però el seu nou estatus no va ser àmpliament reconegut. Probablement per persuadir el kurultai, va iniciar una campanya contra la Xina. Però a diferència dels turcs de la part oriental, el seu objectiu de la campanya era massa llunyà i el seu exèrcit va patir intensament els pous d'aigua enverinat durant la llarga expedició per l'estepa. Finalment, va haver de retirar-se sense un combat seriós, però aquesta derrota va ser desastrosa per a ell. Després d'una rebel·lió dels seus súbdits, va desaparèixer (probablement va ser assassinat) el 603 o el 604.
El va succeir a l'oest Niri Qaghan, un fill de Talopien.